# باتريشيا لوكوود
باتريشيا لوكوود (بالإنجليزية: Patricia Lockwood)‏ (27 أبريل 1982، فورت واين في الولايات المتحدة)؛ كاتِبة وشاعرة أمريكية.